# Vélib' Métropole
Vélib Metropole, cunoscut anterior ca Vélib (cuvânt valiză (sau cuvânt telescopat) rezultat din contopirea dintre cuvintele vélo și liberté), este sistemul de self-service de biciclete din Paris și alte orașe membre ale Syndicat Autolib' și Vélib' Métropole. Prin sinecdocă referențială, "vélib' " desemnează și bicicletă. În 2017, sunt 75 de închirieri pe minut și 1.400 stations. Consorțiul Smovengo gestionează serviciul în cadrul unei delegări de serviciu public din 2018.
Din punct de vedere istoric, Vélib' a fost înființată pe 15 iulie 2007 de către primăria Parisului. Acesta a fost gestionat în contextul unei delegări de serviciu public între 2007 și 2017 de către grupul JCDecaux , care a declinat cu această ocazie o versiune pariziană a sistemului său Cyclocity. Disponibil, într-o prima fază, numai în Paris, sistemul a fost implementat, începând cu anul 2009, în treizeci de municipalități din Ile-de-France progresiv pentru a ajunge la cifra de aproximativ 20 000 de biciclete Vélib în circulație, și 300 000 abonați pe an. Au fost mai mult de 324 millioane de închirieri de la lansarea acestui sistem.

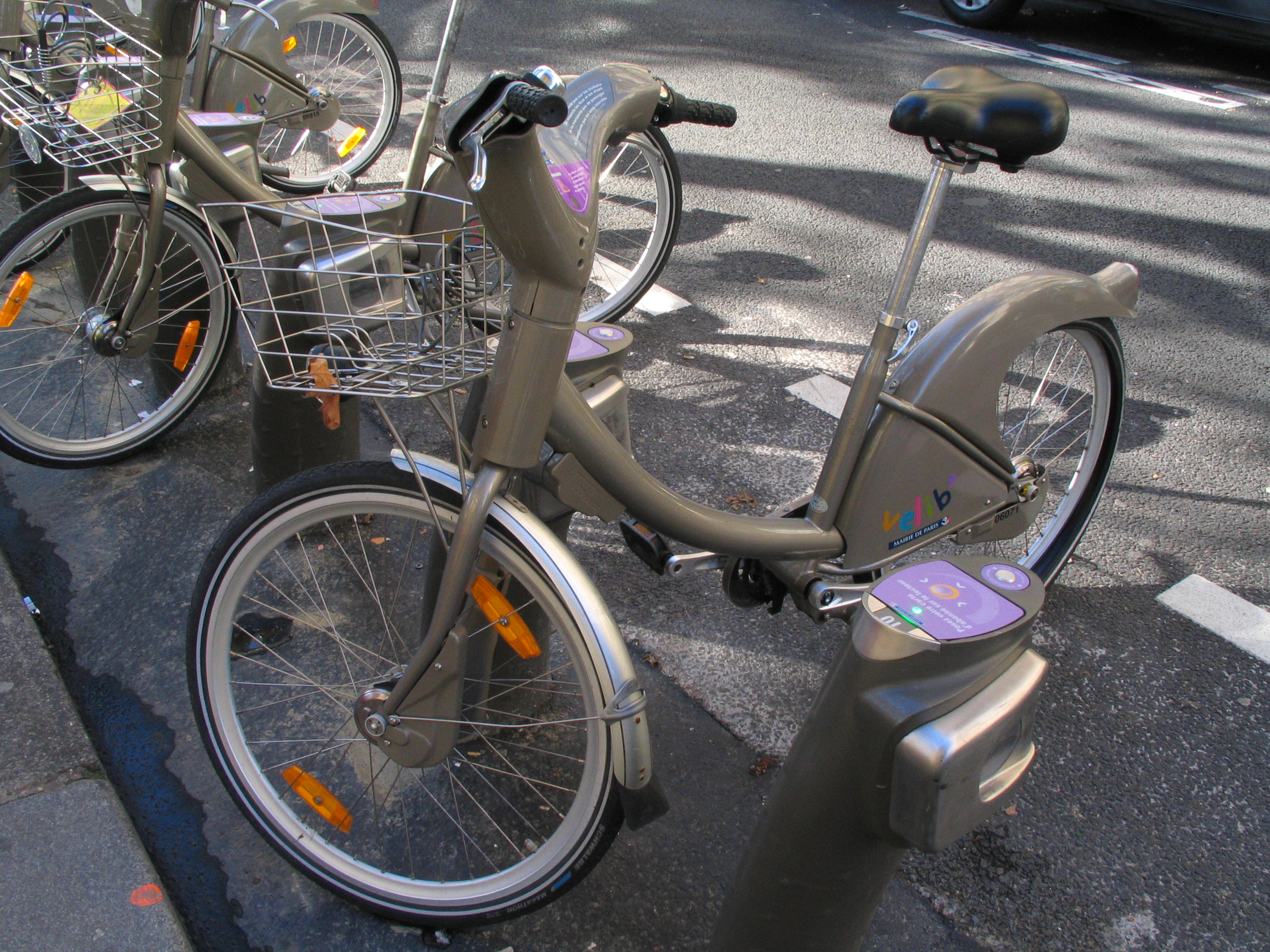
Vélib' în apropierea stației de metrou Courcelles din Paris.

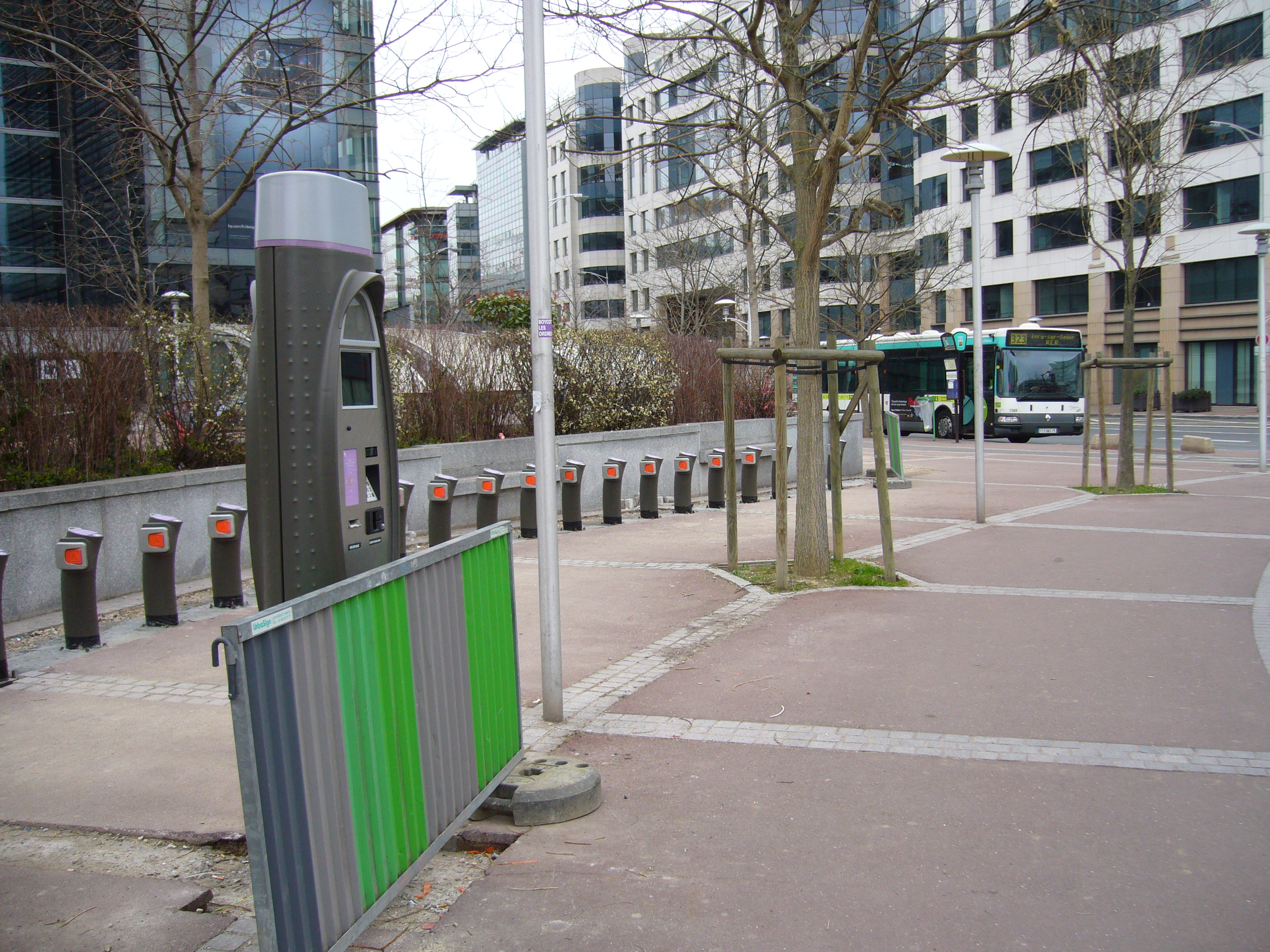
Stația în construcție, la Issy-les-Moulineaux, în 2009.

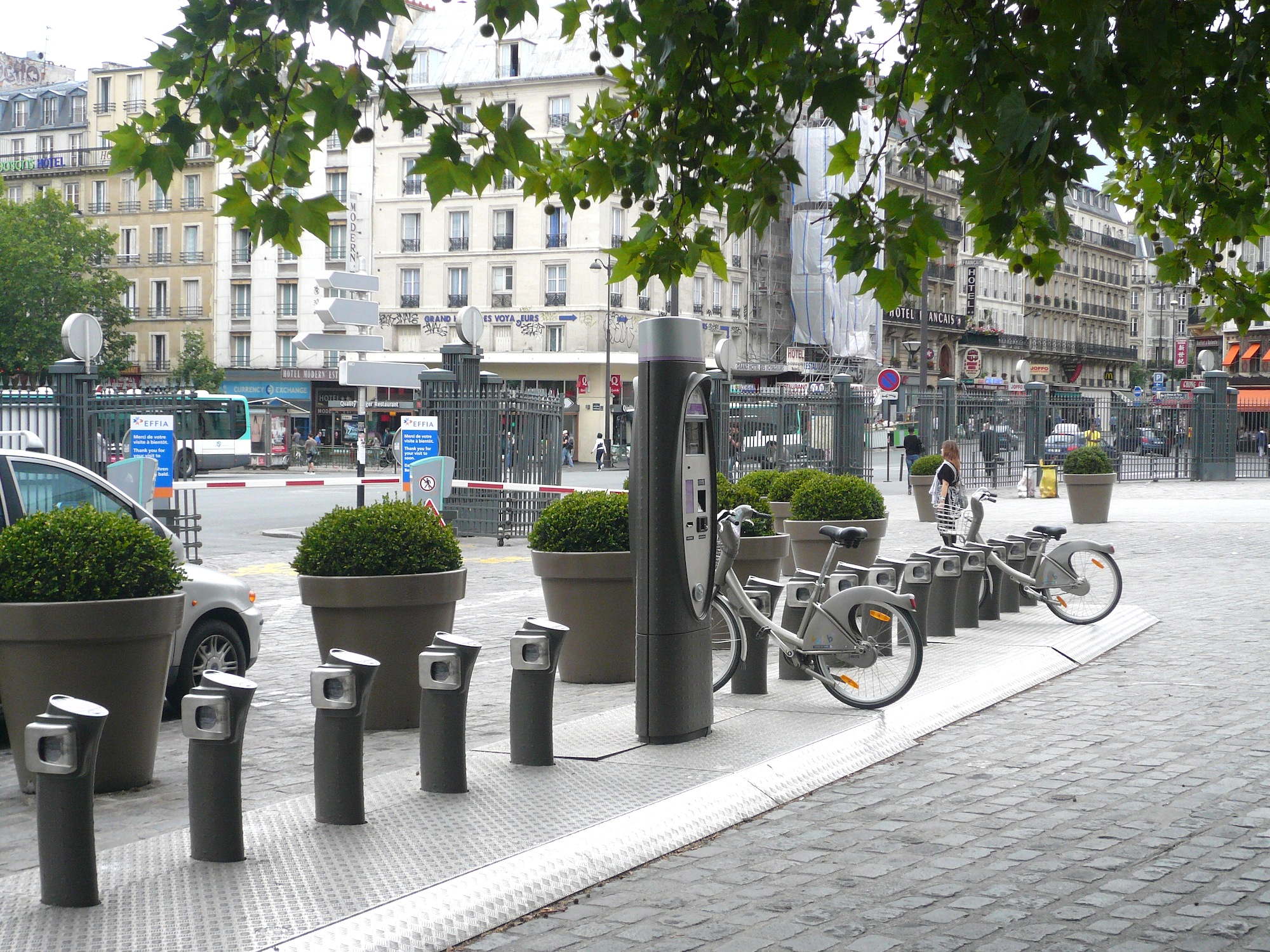
Stație instalată la sfârșitul anului 2010 în fața statiei Gare de l ' Est.

## Perioada Smovengo (2018)

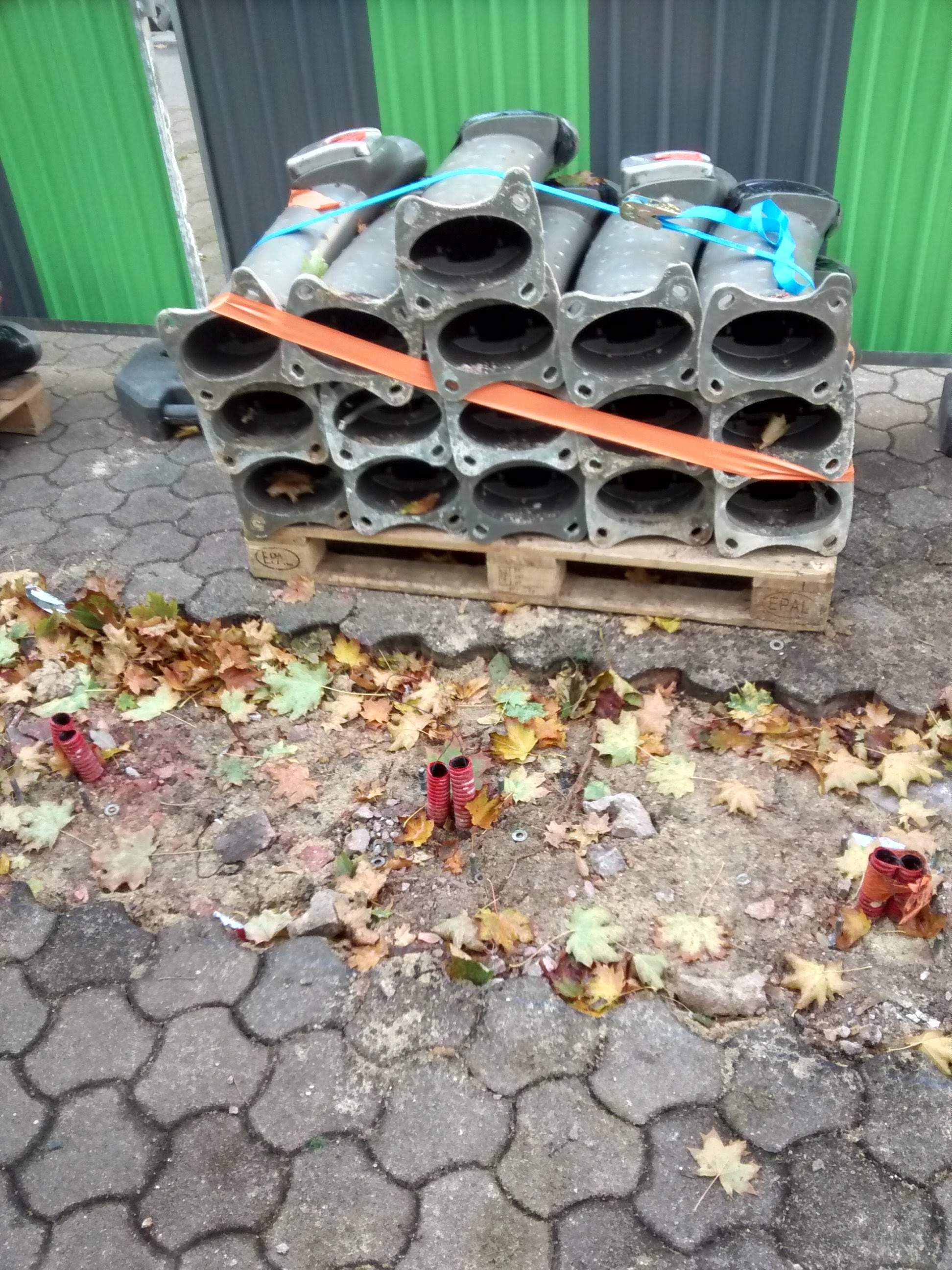
Demontarea unei stații Vélib în toamna anului 2017, în

În aprilie 2017, piața de biciclete self-service Vélib' este atribuită consorțiului franco-spaniol Smovengo (Smoove-Mobivia-Moventia-Indigo, de multe ori scris " Smoovengo ") pentru perioada 2018-2032, conform deciziei sindicatului mixt Autolib' și Vélib' Métropole, care grupează Paris, și o sută de comune partenere. S-a extins dispozitivul la 68 de comune din metropola Grand Paris, care, de altfel, oferă asistență financiară de 10000 euro pe an pentru fiecare stație nouă în suburbii · .

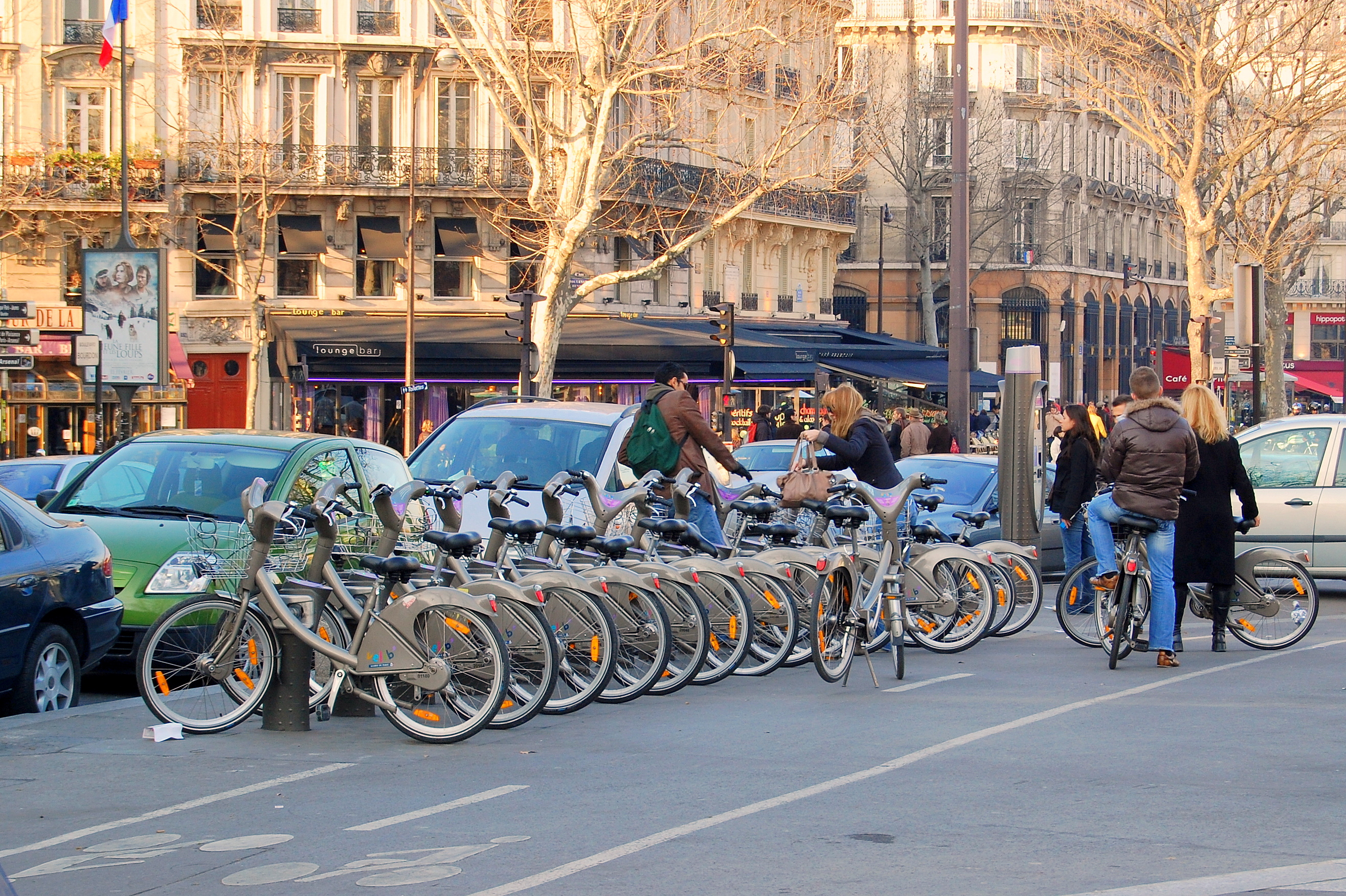
Stația din Place de la Bastille.

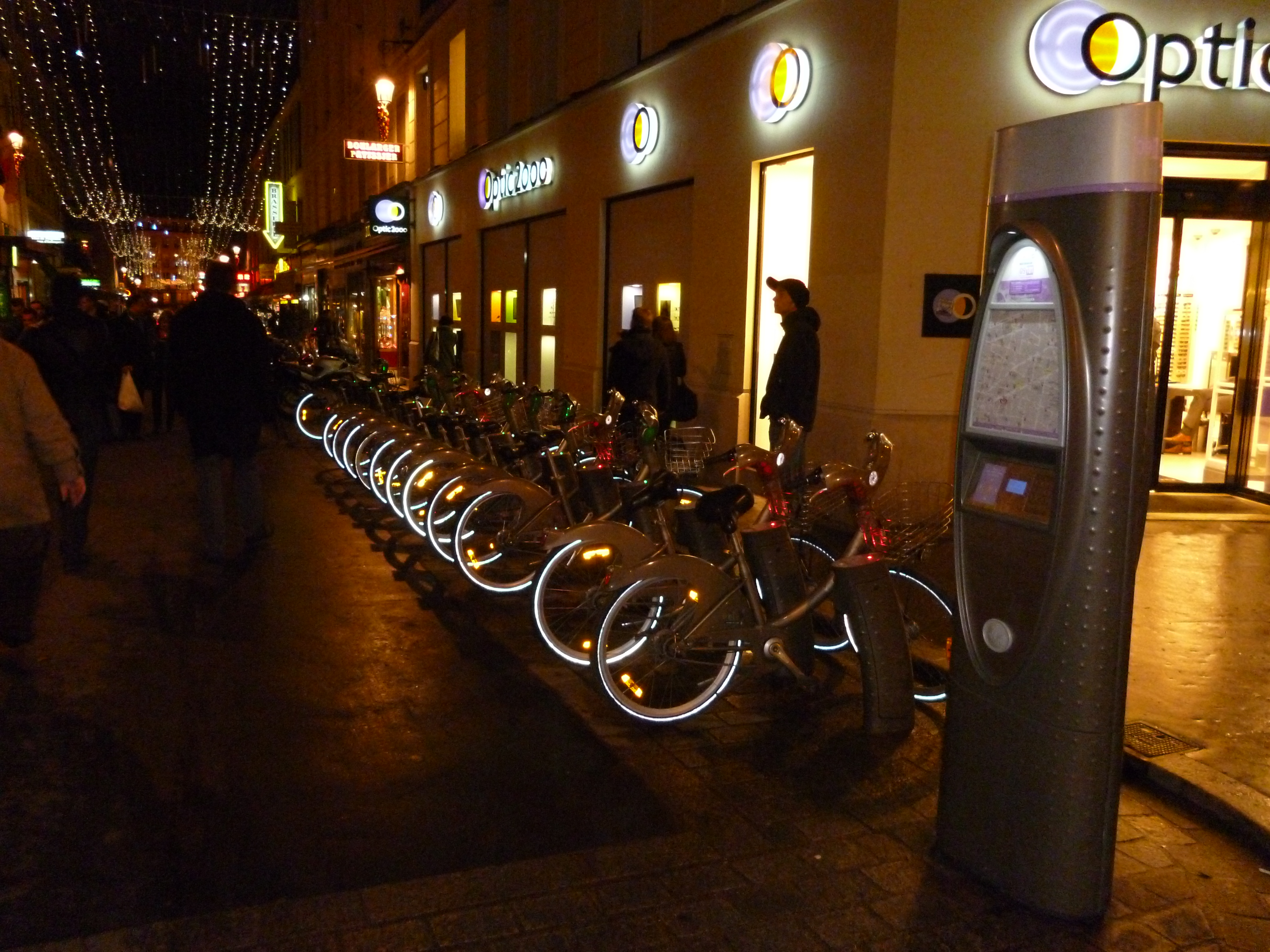
Stația Vélib' Piața Cadet, noaptea. În prim-plan, borna de acces.

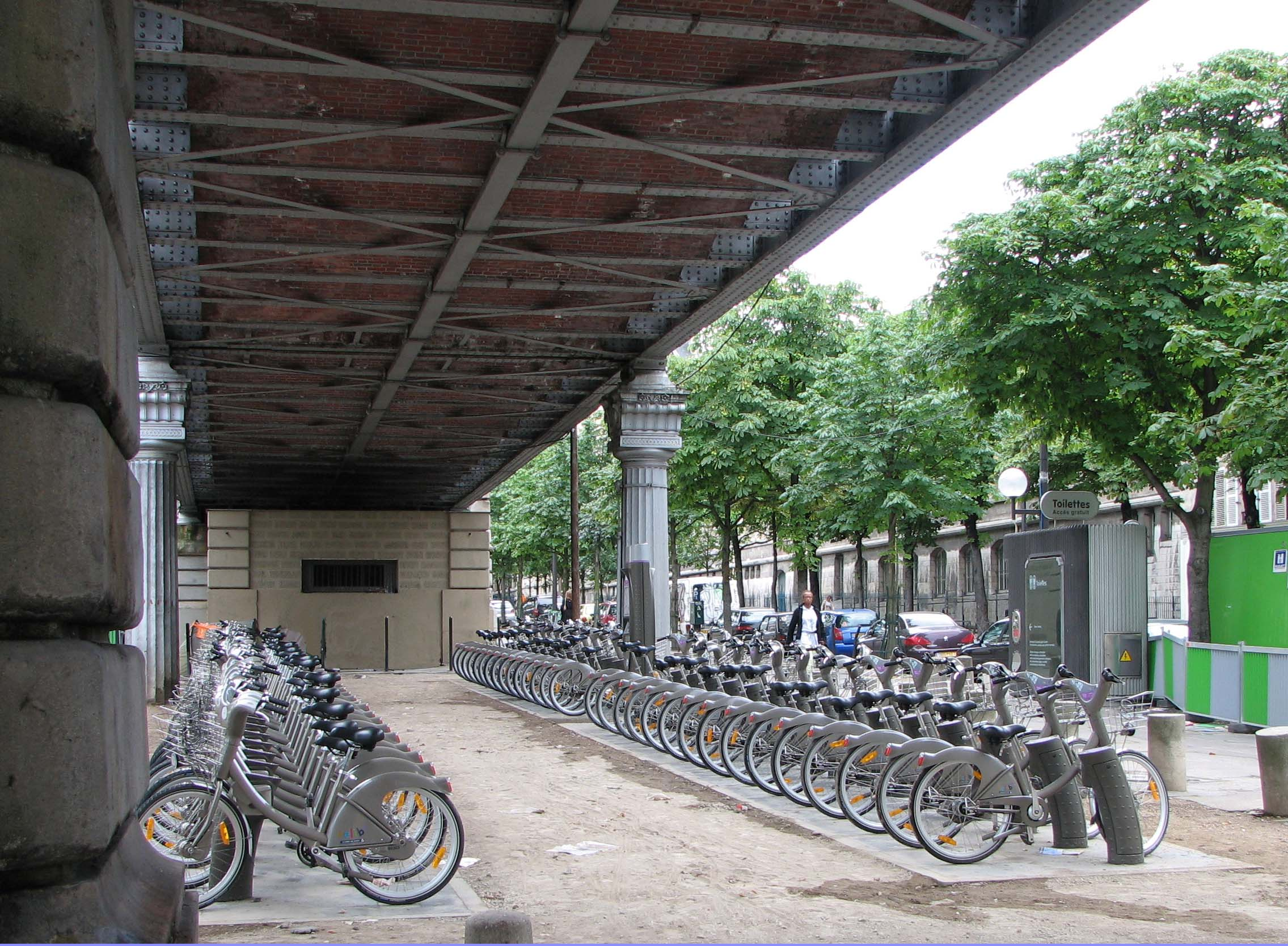
Stația de lângă stația de metrou Sevres-Lecourbe, sub viaductul de la Linia 6..

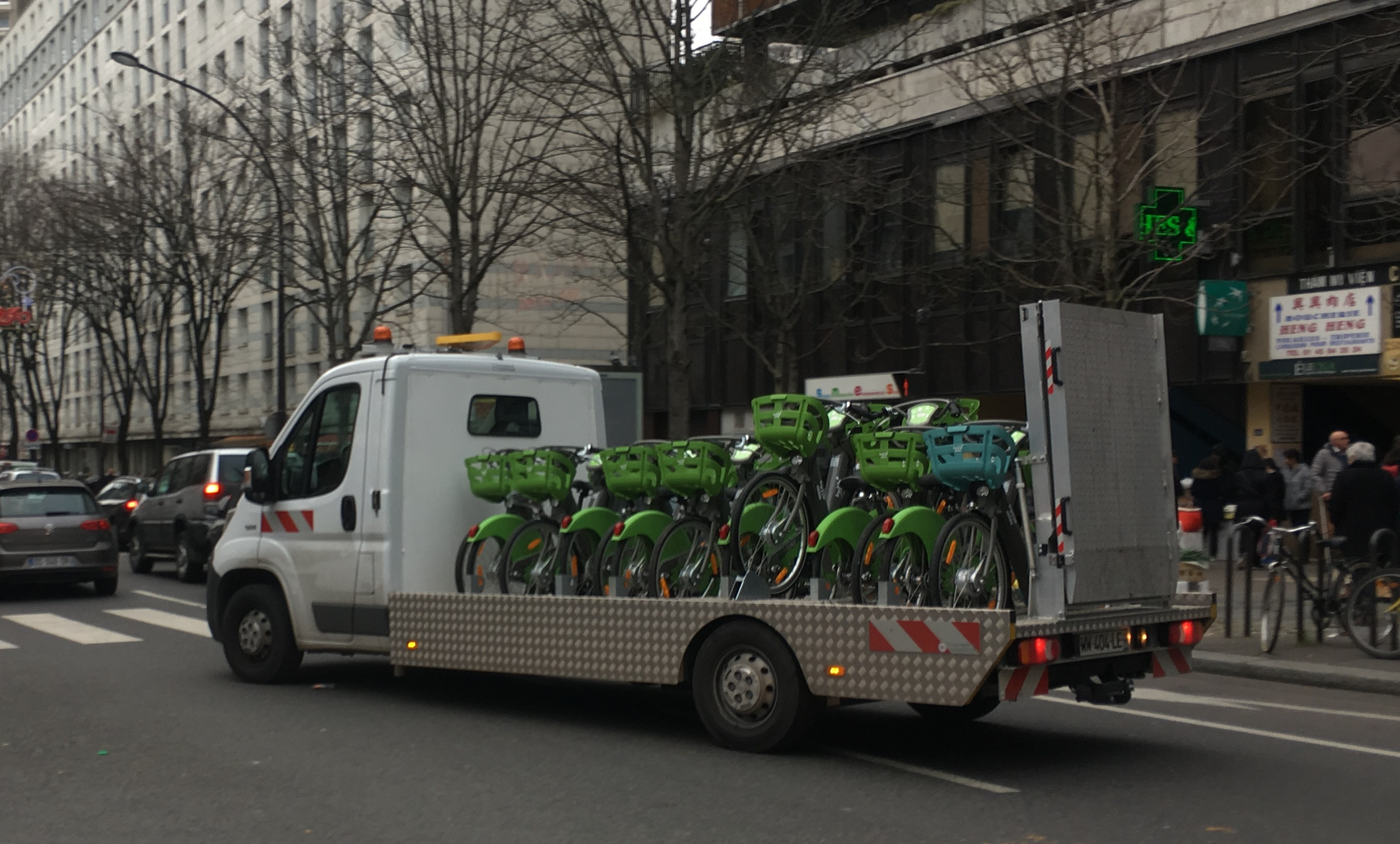
Vehicul de regularizare.

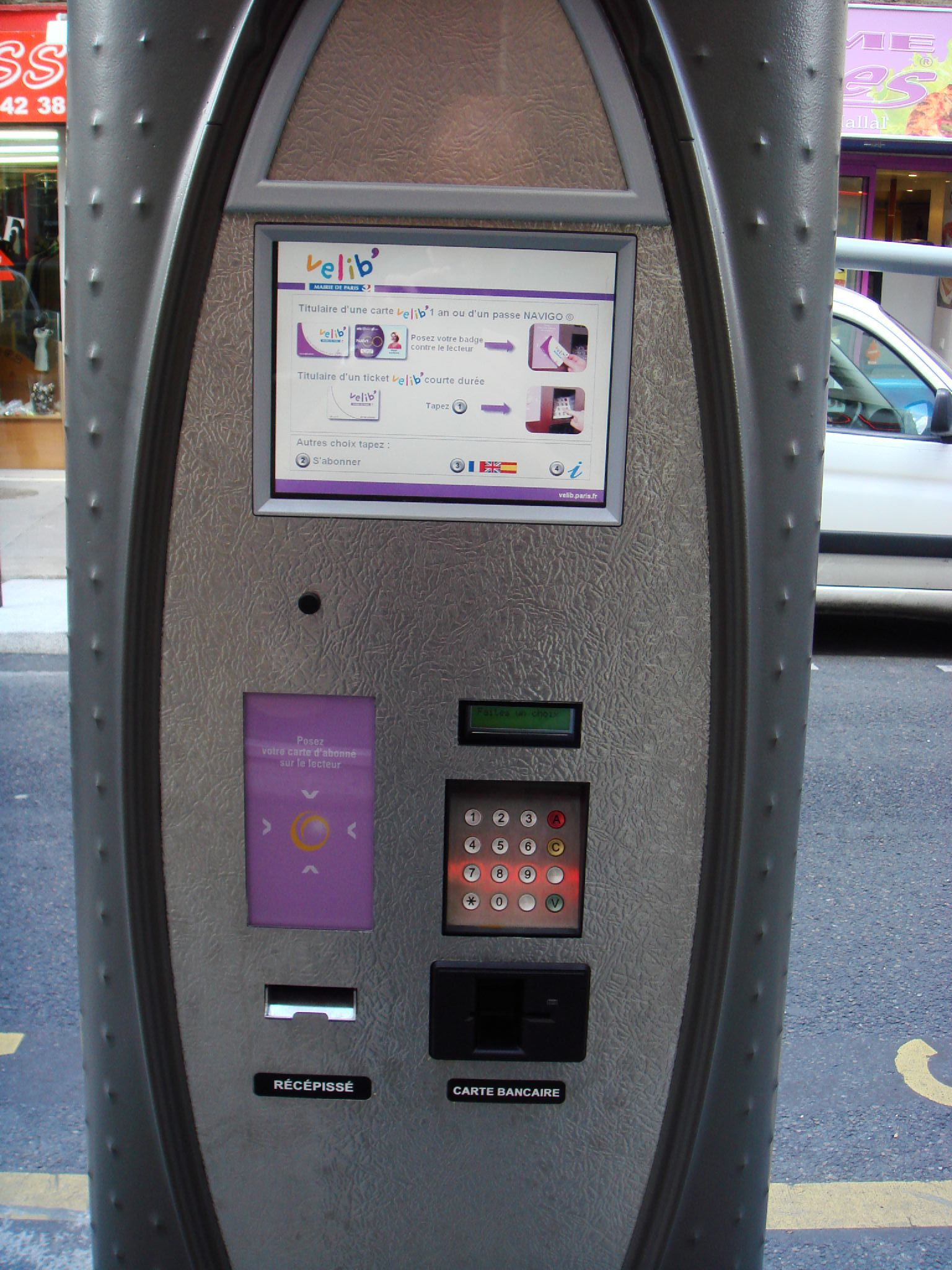
Terminalul Vélib' la care se face închirierea unei biciclete pe bază de card bancar.

## Controverse

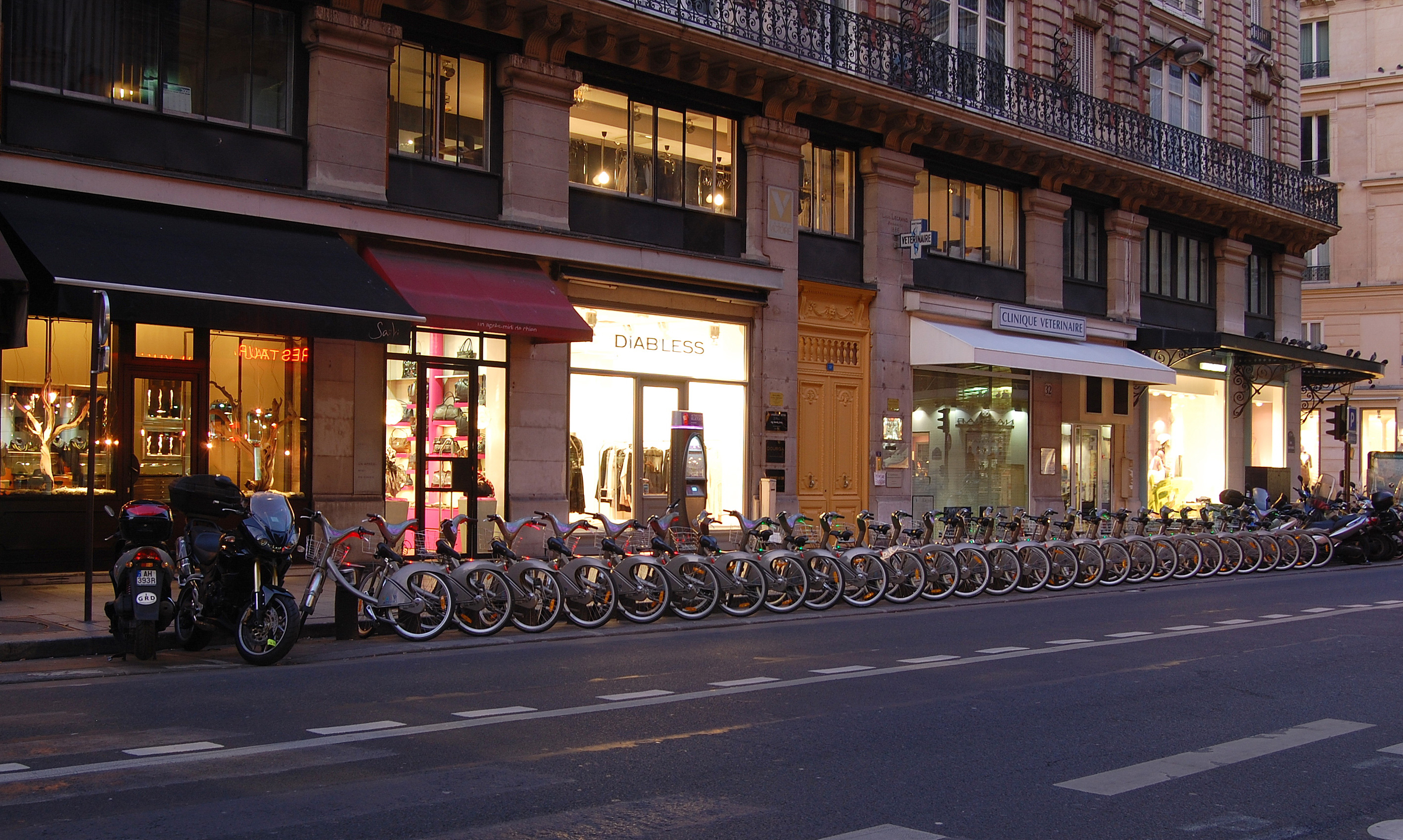
Stația Vélib' din Rue Etienne Marcel.

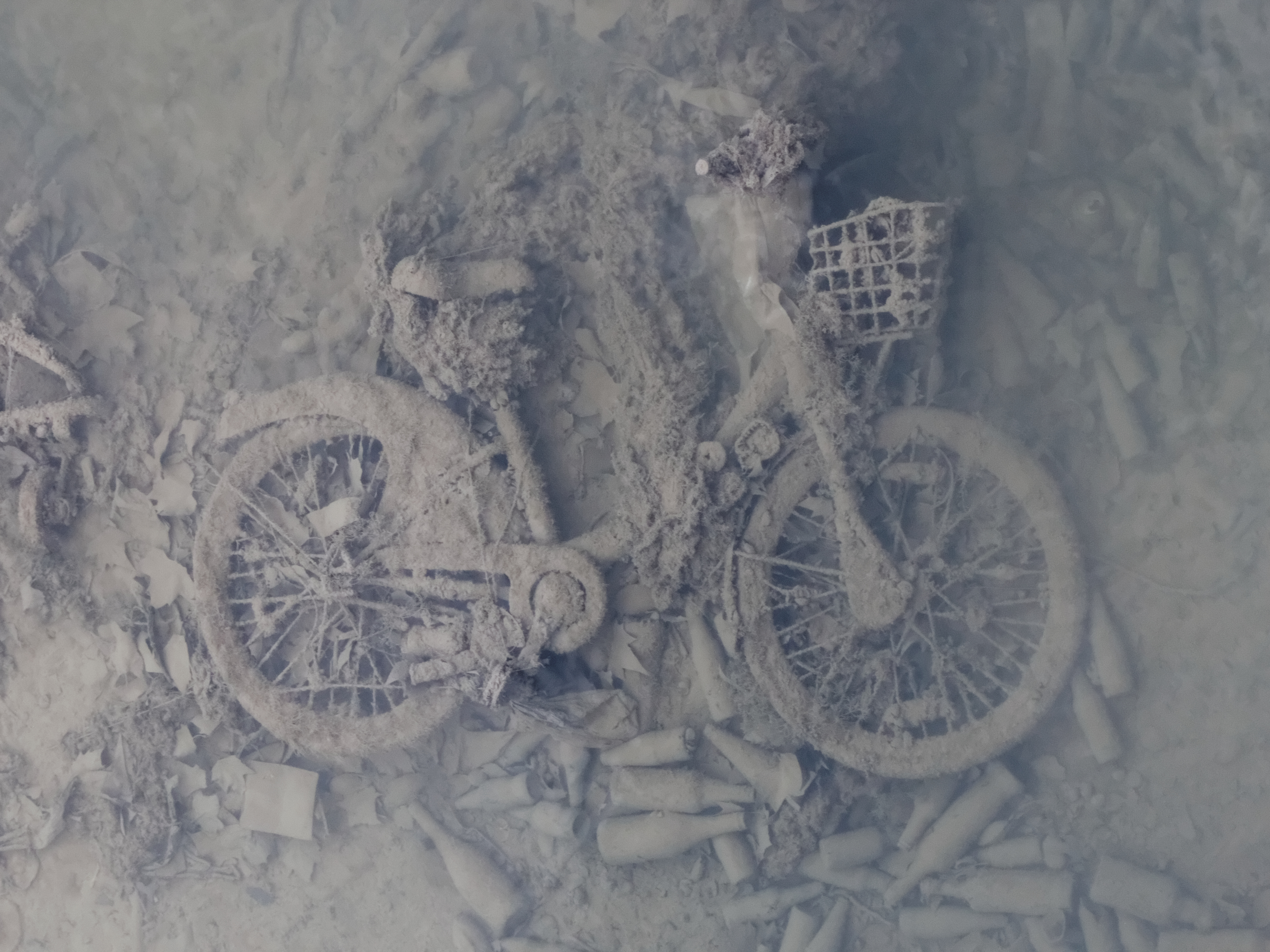
Bicicletă Vélib' pe fundul canalului Saint-Martin.

### Viabilitate

#### Impactul vandalismului mai mare decât cel prevăzut
Sustenabilitatea sistemului pe termen lung a fost pusă în discuție încă de la început, inclusiv de ziarul Le Figaro. Într-un articol din 24 iunie 2008 , ziarul critică a costurilor exorbitante legate de furt și vandalism (1500 de reparații zilnic) – costuri care nu ar compensa tariful plătit de către utilizatori (prețul de subscriere este insuficient, primele treizeci de minute nefacturate). Potrivit spuselor sale, în data de 24 iunie, numai 16 000 din  20 000 de biciclete prevăzute au fost de fapt în serviciu.